# Черен оман
Черният оман (Symphytum officinale) е многогодишно тревисто растение, използвано като лечебно. В България е известен още и като зарасличе, чернокос, див тютюн, мазен корен, страсник, голям кокеш, голяма черна стомахоглътка.
- растение
- растение
- растение
- растение
- стебло
- листа – горна част
- листа – долна част
- цвят
- цвят
- цвят
- плод
- семена